# میگاسکوتووا
میگاسکوتووا (به لاتین: Migaskotuwa) یک منطقهٔ مسکونی در سری‌لانکا است که در استان مرکزی (سری‌لانکا) واقع شده‌است.